# Black Condor
Black Condor è il nome di tre personaggi immaginari, supereroi della DC Comics che furono tutti membri dei Combattenti per la Libertà. Il primo Black Condor, Richard Grey Jr., fu in origine un personaggio della Quality Comics.

## Richard Grey Jr.

### Quality Comics
Un uomo del mistero della Golden Age che possedeva il potere di volare, Black Condor fu membro dei Combattenti per la Libertà, un gruppo che operò durante e dopo la seconda guerra mondiale. Richard Grey Jr. (alias Tom Wright) fu il primo Black Condor.
La sua storia, ispirata da Tarzan, era quella di un uomo nato in un caravan che conduceva una spedizione scientifica nella Mongolia degli anni quaranta. Il caravan fu poi attaccato da alcuni banditi e furono tutti uccisi tranne il neonato, Richard. Il bambino fu salvato da una misteriosa razza locale di condor super intelligenti che lo presero e lo crebbero.
Un eremita di montagna, di nome "Padre Pierre", scoprì il ragazzo, e con parecchio sforzo riuscì ugualmente a domare il ragazzo e gli insegnò a parlare. Il giovane Richard rintracciò ed uccise tutti i banditi mongoli che uccisero i suoi genitori e quindi partì per l'America dove scoprì un complotto per l'assassinio del Senatore degli Stati Uniti Thomas Wright. Non giunse in tempo per salvare il Senatore dalla sua morte, così decise di utilizzare la sua identità. Adottò il mantello di Black Condor per combattere i politici corrotti, i contrabbandieri e i racket.

### DC Comics
Nell'Universo DC i suoi poteri si collegavano all'esposizione ad un meteorite radioattivo. Qui incontrò lo Zio Sam e si unì al suo gruppo di Combattenti per la Libertà, e più tardi alla All-Star Squadron.
Fu tra un gruppo di eroi della Golden e della Silver Age che aiutò la Justice League of America ad evitare l'invasione Appelaxiana nella miniserie JLA: Year One di Mark Waid. Comparve più recentemente come uno spirito guida nelle pagine della serie dedicata a Ryan Kendall.

## Ryan Kendall
Il secondo Black Condor, Ryan Kendall, ottenne i poteri di volo, telecinesi e guarigione dagli esperimenti condotti su di lui da suo nonno, Creighton. Membro dell'organizzazione chiamata la Società delle Ali Dorate, Creighton e i suoi alleati furono tentati dalla creazione di un uomo che potesse volare. Dopo numerosi tentativi, Ryan fu il solo successo. Ryan si ribellò e scappò da suo nonno, che tentò varie volte di ricaturare il giovane al fine di studiarlo e riprodurre le sue abilità.
Una misteriosa telecinesi che tenne per sé, Ryan Kendall fu irremovibile quando comparve vestito da Black Condor anche se non era un supereroe. Tuttavia, il tempo provò il contrario, e combatté per le giuste cause insieme ad altri, come Primal Force, la Justice League, e anche da solo. Infine, andò ad Opal City, dove finalmente si sentì a casa.
In Crisi infinita n. 1, Kendall, come parte dei Combattenti per la Libertà, fu ucciso da un raggio lanciatogli da Sinestro in un conflitto contro la Società segreta dei supercriminali.
In Nightwing n. 140, un misterioso criminale fu mostrato mentre derubava le spoglie di Ryan Kendall per poi mostrarsi con indosso le sue braccia e le sue ali.
Ryan Kendall ritornò come Lanterna Nera nel crossover La notte più profonda.

## John Trujillo
Uncle Sam and the Freedom Fighters n. 3 introdusse un nuovo Black Codor di nome John Trujillo la cui tana è nel deserto dell'Arizona. I poteri di Black Condor gli furono donati da Tocotl, una Dea Ragno Maya.
Trujillo si vide come un protettore dell'universo. Comparve per la prima volta quando salvò da solo Zio Sam e i Combattenti per la Libertà che erano stati sconfitti dai membri dello S.H.A.D.E. Trujillo è un personaggio molto serio e tdeterminato e sembra in qualche modo non a suo agio nell'interagire con altre persone.
Nel n. 6, respinge le avances di Phantom Lady, giustamente affermando che lei non lo voleva realmente.
I poteri massimi di questo Black Condor rimangono sconosciuti. Può volare ad alta velocità, controllare i venti, e possiede una leggera super forza.

## Poteri e abilità
- Il primo Black Condor possedeva il potere di volare che in qualche modo assorbì dalla razza di condor super intelligenti che lo crebbero. Portava anche una pistola di "luce nera".
- Il secondo Black Condor possedeva un talento per la telecinesi che utilizzava anche per volare, così come una limitata abilità empatica e un fattore di guarigione velocizzato.
- Il terzo Black Condor finora dimostrò le abilità di volo e controllo dei venti, ma fu nominato da Toctol come elementale dei cieli e della terra. È estremamente forte, veloce e quasi spietato.

## Versioni alternative
Nel numero finale di 52, fu rivelato un nuovo multiverso, originalmente consistente di 52 realtà identiche. Tra le realtà parallele mostrate, una fu nominata Terra-10. A causa del "mangiare" di Mr. Mind in questa realtà, prese le sembianze della Terra-X pre-Crisi, inclusi i personaggi della Quality Comics. I nomi dei personaggi e dei gruppi di eroi non furono menzionati, ma comparve un personaggio molto somigliante con il Black Condor Richard Grey Jr..
Basato su un commento di Grant Morrison, questo universo alternativo non è la Terra-X pre-Crisi.